# Hyposcada crypta
Hyposcada crypta är en fjärilsart som beskrevs av James John Joicey och William James Kaye. Hyposcada crypta ingår i släktet Hyposcada och familjen praktfjärilar. Inga underarter finns listade i Catalogue of Life.